# Jabłuniwka (rejon horoszowski)
Jabłuniwka (ukr. Яблунівка) – wieś na Ukrainie, w obwodzie żytomierskim, w rejonie horoszowskim. W 2024 roku liczyła 1 mieszkańców.